# High School! Kimengumi
High School! Kimengumi (ハイスクール!奇面組, Haisukūru! Kimengumi) é uma série de mangá escrita por Motoei Shinzawa e ilustrada pela Weekly Shōnen Jump entre 1982 até 1987. O título traduzido literalmente em inglês é  High School! Funny-face Club ou High School! Weird Face Club, e para o português é Colegial! O Clube da Face Engraçada ou Colegial! o Estranho Clube da Face. A série de anime de (1985–1987) e o filme de (1986) baseado na série foram lançados. O mangá High School! foi precedido por Third Year Funny-face Club (3年奇面組, Sannen Kimengumi) de (1980–1982), e seguido por  Flash! Funny-face Club (フラッシュ!奇面組, Furasshu! Kimengumi) de (2001–2005).
Kimengumi é uma crônica episódica das bizarras aventuras de um grupo dos garotos atrapalhados do ensino médio (e depois do colegial) que formam um clube conhecido como o "Kimengumi". Todos os nomes dos personagens são trocadilhos. Por exemplo, "Kawa Yui" é outra maneira de dizer "kawaii", e "Uru Chie" é uma forma de gíria para "urusai", que significa "desagradável" ou "irritante".
Outras romanizações do título incluem High School! Kimen-gumi e Highschool! Kimengumi. Em 2006 uma pesquisa com celebridades feita pela TV Asahi, Kimengumi foi listada como #87 em uma lista das 100 melhores séries de anime favoritas.

## Livros
Kimengumi foi publicado originalmente no Japão e foi relançado várias vezes. Sannen começou na edição 41 da Weekly Shōnen Jump em 1980 e percorreu na edição 17 em 1982, com High School! na edição 18 do mesmo ano. O último capítulo de High School! foi lançado na edição 30 em 1987, em apenas dois meses antes da série de TV acabar.
Em 1 de dezembro de 2000, Popeye/Magazine House lançou um volume de resumo de capa mole intitulado Return of High School! Funny-face Club (帰ってきたハイスクール!奇面組, Kaettekita Haisukūru! Kimengumi; ISBN 4-08-859419-3). O livro cobre as duas primeiras séries de mangá, tal como o anime. Ele também contém entrevistas com Shinzawa e outras pessoas ligadas à série.

### Mangá
A seguir, uma lista dos volumes japoneses publicados até agora nas três séries compreendendo o universo Kimengumi.
Third Year Funny-face Club (3年奇面組, Sannen Kimengumi), 1980–1982, Weekly Shōnen Jump
- Tankōbon são os volumes padrão da coleção:
  - Volume 1, ISBN 4-08-851341-X
  - Volume 2, ISBN 4-08-851342-8
  - Volume 3, ISBN 4-08-851343-6
  - Volume 4, ISBN 4-08-851344-4
  - Volume 5, ISBN 4-08-851345-2
  - Volume 6, ISBN 4-08-851346-0

- Reproduzido através da Homesha:
  - Volume 1, ISBN 4-8342-1421-4
  - Volume 2, ISBN 4-8342-1422-2
  - Volume 3, ISBN 4-8342-1423-0
  - Volume 4, ISBN 4-8342-1424-9

- Bunkoban são edições menores de bolso do mesmo tamanho que a maioria dos romances publicados no Japão:
  - Volume 1, ISBN 4-08-617741-2
  - Volume 2, ISBN 4-08-617742-0
  - Volume 3, ISBN 4-08-617743-9
  - Volume 4, ISBN 4-08-617744-7

High School! Funny-face Club (ハイスクール!奇面組, Haisukūru! Kimengumi), 1982–1987, Weekly Shōnen Jump)
- Tankōbon:
  - Volume 1, ISBN 4-08-851347-9
  - Volume 2, ISBN 4-08-851348-7
  - Volume 3, ISBN 4-08-851349-5
  - Volume 4, ISBN 4-08-851350-9
  - Volume 5, ISBN 4-08-851351-7
  - Volume 6, ISBN 4-08-851352-5
  - Volume 7, ISBN 4-08-851353-3
  - Volume 8, ISBN 4-08-851354-1
  - Volume 9, ISBN 4-08-851355-X
  - Volume 10, ISBN 4-08-851356-8
  - Volume 11, ISBN 4-08-851357-6
  - Volume 12, ISBN 4-08-851358-4
  - Volume 13, ISBN 4-08-851359-2
  - Volume 14, ISBN 4-08-851360-6
  - Volume 15, ISBN 4-08-851365-7
  - Volume 16, ISBN 4-08-851366-5
  - Volume 17, ISBN 4-08-851367-3
  - Volume 18, ISBN 4-08-851368-1
  - Volume 19, ISBN 4-08-851369-X
  - Volume 20, ISBN 4-08-851370-3

- Aizoban são edições de colecionadores mais elaboradas, muitas vezes com capas mais extravagantes, melhor papel, e extras não incluídos nos lançamentos padrões tankōbon e bunkoban:

- Jump Comics Selection (Homesha):
  - Volume 1, ISBN 4-8342-1425-7
  - Volume 2, ISBN 4-8342-1426-5
  - Volume 3, ISBN 4-8342-1427-3
  - Volume 4, ISBN 4-8342-1428-1
  - Volume 5, ISBN 4-8342-1429-X
  - Volume 6, ISBN 4-8342-1430-3
  - Volume 7, ISBN 4-8342-1431-1
  - Volume 8, ISBN 4-8342-1432-X
  - Volume 9, ISBN 4-8342-1433-8
  - Volume 10, ISBN 4-8342-1434-6
  - Volume 11, ISBN 4-8342-1435-4
  - Volume 12, ISBN 4-8342-1436-2
  - Volume 13, ISBN 4-8342-1437-0
- Bunkoban:
  - Volume 1, ISBN 4-08-617745-5
  - Volume 2, ISBN 4-08-617746-3
  - Volume 3, ISBN 4-08-617747-1
  - Volume 4, ISBN 4-08-617748-X
  - Volume 5, ISBN 4-08-617749-8
  - Volume 6, ISBN 4-08-617750-1
  - Volume 7, ISBN 4-08-617751-X
  - Volume 8, ISBN 4-08-617752-8
  - Volume 9, ISBN 4-08-617753-6
  - Volume 10, ISBN 4-08-617754-4
  - Volume 11, ISBN 4-08-617755-2
  - Volume 12, ISBN 4-08-617756-0
  - Volume 13, ISBN 4-08-617757-9

Flash! Funny-face Club (フラッシュ!奇面組, Furasshu! Kimengumi), 2001–2005, Monthly Shōnen Gangan)
- Tankōbon:
  - Volume 1, ISBN 4-7575-0735-6
  - Volume 2, ISBN 4-7575-0981-2
  - Volume 3, ISBN 4-7575-1475-1

### Coleções de anime
Shūeisha Jump Remix Mook coleções:
- Volume 1, ISBN 4-08-106401-6
- Volume 2, ISBN 4-08-106429-6
- Volume 3, ISBN 4-08-106439-3
- Volume 4, ISBN 4-08-106487-3
- Volume 5, ISBN 4-08-106497-0
- Volume 6, ISBN 4-08-106508-X
- Volume 7, ISBN 4-08-106645-0
- Volume 8, ISBN 4-08-106656-6

## Anime
A série de TV Kimengumi estreou no Japão no dia 12 de outubro de 1985 às 7:30 da manhã na Fuji TV. A série ficou no ar por dois anos, com o episódio 86 estreando no dia 21 de setembro de 1987. Ele também foi transmitido várias vezes no Japão no canal Animax. No momento, o único país fora do Japão com um lançamento oficial do anime é a França.

### Personagens
High School! Kimengumi possui um grande elenco recorrente. O foco principal, porém, é sobre os cinco membros do Kimengumi e as duas garotas que saem com eles.

### Músicas
Os temas de aberturas e encerramentos, com exceções do quinto encerramento e a inserção Nakuko mo Warau Kimengumi, foram performados por vários sub-grupos ou ex-membros da Onyanko Club:
- Temas de abertura 1–5, temas de encerramento 1, 3–4, 6, canções de inserção 1-2 de Ushiroyubi Sasaregumi.
- Temas de abertura 6-7, temas de encerramento 7–8 de Ushirogami Hikaretai.
- Temas de encerramento 2 de Onyanko Club e Ushiroyubi Sasaregumi.
- Temas de encerramento 5 de Musukko Club.

#### Temas de abertura
1. Ushiroyubi Sasare-gumi
2. Zō-san no Scanty
3. Nagisa no "..." (Kagi Kakko)
4. Waza Ari!
5. Kashiko
6. Toki no Kawa wo Koete
7. Anata wo Shiritai

#### Canções de inserção
- Abunai Sa·ka·na
- Watashi ha Chie no Wa (Puzzling)
- Nakuko mo Warau Kimengumi

#### Temas de encerramento
1. Jogakusei no Ketsui
2. Banana no Namida
3. Neko Jita Gokoro mo Koi no Uchi
4. Not Only ★ But Also
5. Chotto Karai Aitsu
6. Pythagoras wo Buttobase
7. Ushirogami Hikaretai
8. Tatsutori Ato wo Nigosazu

### Equipe

#### Anime
- Planejamento: Tokizō Tsuchiya (Fuji TV)
- Criador original: Motoei Shinzawa
- Diretor-chefe: Hiroshi Fukutomi
- Design dos personagens: Hiroshi Kanazawa
- Diretor de arte: Akira Furuya
- Diretor de Fotografia: Takeshi Fukuda
- Música: Shunsuke Kikuchi
- Diretor de Áudio: Shigeharu Shiba
- Editor: Hajime Okayasu
- Produtores: Yoshirō Kataoka (NAS), Hiromichi Mogami (Tsuchida Production) → Kazuo Harada (Studio Comet), Kiyoshi Sakai (Gallop, episódios 8-26)
- Original: studio live, whole house brother, Jungle, Yamashita professional, studio Musashi
- Entrada de Vídeo: Yamada Takaya, Akiko Matsumoto, Abe Ichirou, Itou Yukiko, Kii Shigeru chestnuts, et al.
- Vídeo: Tiger Pro, Pro Yamashita, Tamazawa videos, live studio, whole house brother, Jungle, Wombat Studios, Musashi studio, live studio, production Kino
- Fundos: Atelier ll, loft studios, production Kobayashi, Uni Studio Sutajioteikuwan
- Coloração: Huzita Rika, Yoshifumi Yamamoto, Yuko Suzuki, Misu Tinami, Suzuki Misako thousand Tanaka Yoshi Masato Sasaki
- Efeitos Especiais: Masao Yi Mountain
- Acabamento de cores: Sutajiokiri studio Shima, Ijiwarudo, Robin Studios, Angel Studios, Top Gun Studios
- Fotógrafo: Sanko production, Studio Gallop, animated film Toukyou
- Edição: Okayasu Tadashi, T. Kojima, Tanaka Masayuki, Yumiko middle, Hiroshi Kawasaki Akira
- Efeitos de som da produção: Omnibus Promotion
- Efeitos: Aya Yoda Yasushi
- Ajuste: Murata Hiroyuki
- Gravação: New Japan Studio
- Desenvolvedor: Tokyo Laboratory (Somente no episódio 48)
- Equipe de produção: Terakado Minoru, H. Hasegawa, Yoshimi Kunio name, Yanaga Shigenobu
- Progresso de produção: Tomoe Riyuuiti, Sato Ikuo, Kurimoto Hiroshi, Tsutomu Sugiura, Akira Ou Tsuda, outros.
- Produção Oficial: Keiko Kose, Komatsu Yoshiko
- Diretor assistente: Huzikawa Shigeru
- Título: Taeko Kamiya, Maki Pro
- PR: Kogure Yuuiti (Fuji TV)
- Assistência de Produção: Tsuchida Production, Studio Comet, Gallop
- Produção: NAS, Fuji TV

#### Filme
- Distruibuição: Toei
- Diretores:  Makoto Moriwaki, Noboru Mitsusawa, Hiroshi Fukutomi
- Produção: Isao Sekitani
- Produtores: Yoshirō Kataoka (NAS), Kazuo Harada (Studio Comet), Hiromichi Mogami (Tsuchida Production)
- Planejamento: Tokizō Tsuchiya (Fuji TV)
- Criador original: Motoei Shinzawa
- Roteiro: Takao Koyama
- Diretores de Fotografia: Hitoshi Kaneko, Yoshiaki Kikuchi
- Diretor de Arte: Akira Furuya
- Editor: Hajime Okayasu
- Música: Shunsuke Kikuchi
- Diretor de Áudio: Shigeharu Shiba
- Diretor de Animação: Mitsuru Nasukawa
- Diretor Chefe de Animação: Hiroshi Kanazawa

### Lançamentos em Vídeo
Kimengumi foi lançado em DVD no Japão.
High School! Kimengumi DVD Box 1
Pioneer LDC, 25-05-2001
High School! Kimengumi DVD Box 2
Pioneer LDC, 25-07-2001
High School! Kimengumi DVD Box 3
Pioneer LDCA, 21-09-2001
High School! Kimengumi Complete DVD Box 1
E-Net Frontier, 21-12-2007
High School! Kimengumi Complete DVD Box 2
E-Net Frontier, 22-02-2008

## Jogos
Há um jogo de tabuleiro tradicional baseado na série intitulado High School! Kimengumi Game, lançado pela Bandai. Três jogos de vídeo foram sido baseados na série:
- High School! Kimengumi para MSX2, um jogo de aventura.
- High School! Kimengumi para Sega Master System, uma porta para o jogo de MSX[4]
- High School! Kimengumi: The Table Hockey para PlayStation[5]

Há também uma série de jogos pachinko baseado na série fabricados pela Maruhon.